# Nati il 6 dicembre
| Questa pagina contiene informazioni ricavate automaticamente dalle voci biografiche con l'ausilio del template Bio e di un bot. L'aggiornamento è periodico e automatico e ricostruisce completamente la pagina. Se manca una persona in questa lista, sei pregato di non aggiungerla, ma accertati piuttosto che la sua voce biografica contenga il template Bio e che i dati anagrafici siano correttamente compilati. Se il template Bio manca, inseriscilo tu stesso o, in alternativa, metti l'avviso {{tmp\|Bio}} che ne segnala la mancanza. Se i dati riportati sono sbagliati, correggi direttamente la voce biografica; le modifiche saranno visibili in questa lista entro pochi giorni. Per chiarimenti vedi il progetto biografie. La lista contiene solo le 1.078 persone che sono citate nell'enciclopedia e per le quali è stato implementato correttamente il template Bio. Pagina aggiornata al 17 ago 2025. |

## IX secolo(1)
- 846 - Al-Hasan al-Askari, imam arabo († 874)

## XIII secolo(1)
- 1285 - Ferdinando IV di Castiglia, re spagnolo († 1312)

## XIV secolo(1)
- 1328 - Maria di Calabria, italiana († 1366)

## XV secolo(5)
- 1406 - Niccolò Terzi, nobile italiano
- 1421 - Enrico VI d'Inghilterra, politico britannico († 1471)
- 1449 - Dorotea Gonzaga, nobile († 1467)
- 1451 - Antonio Mancinelli, grammatico e umanista italiano († 1505)
- 1478 - Baldassarre Castiglione, umanista, letterato e diplomatico italiano († 1529)

## XVI secolo(12)
- 1520 - Barbara Radziwiłł, sovrana lituana († 1551)
- 1527 - Bernardo VIII di Lippe, nobile tedesco († 1563)
- 1531 - Vespasiano I Gonzaga, condottiero, politico e mecenate italiano († 1591)
- 1536 - Giovanni Francesco Bonomi, vescovo cattolico italiano († 1587)
- 1538 - Francesco Gonzaga, cardinale e arcivescovo cattolico italiano († 1566)
- 1550 - Orazio Vecchi, compositore italiano († 1605)
- 1586 - Niccolò Zucchi, gesuita, astronomo e fisico italiano († 1670)
- 1591 - Nicolas Régnier, pittore fiammingo († 1667)
- 1592 - William Cavendish, I duca di Newcastle-upon-Tyne, politico, poeta e generale inglese († 1676)
- 1599 - Bartolommeo Salvestrini, pittore italiano († 1633)
- 1599 - Jacques Vallée Des Barreaux, poeta francese († 1673)
- 1600 - Niccolò Aggiunti, matematico italiano († 1635)

## XVII secolo(11)
- 1608 - George Monck, I duca di Albemarle, ammiraglio inglese († 1670)
- 1609 - Nicola II di Lorena, cardinale francese († 1670)
- 1631 - Antonio Zanchi, pittore italiano († 1722)
- 1637 - Edmund Andros, politico inglese († 1714)
- 1640 - Claude Fleury, storico, religioso e avvocato francese († 1723)
- 1642 - Johann Christoph Bach, compositore e organista tedesco († 1703)
- 1645 - Maria De Dominici, pittrice, scultrice e monaca cristiana maltese († 1703)
- 1672 - Jean François de Bette, militare, diplomatico e nobile belga († 1725)
- 1672 - Giuseppe Antonio Delmestri von Schönberg, vescovo cattolico italiano († 1721)
- 1685 - Maria Adelaide di Savoia, principessa († 1712)
- 1690 - Matteo Vinzoni, cartografo italiano († 1773)

## XVIII secolo(28)
- 1721 - Guillaume-Chrétien de Lamoignon de Malesherbes, giurista e politico francese († 1794)
- 1725 - Teresa Benedetta di Baviera, tedesca († 1743)
- 1728 - Angelico Benincasa, arcivescovo cattolico e religioso italiano († 1815)
- 1730 - Sophie von La Roche, letterata e romanziera tedesca († 1807)
- 1732 - Warren Hastings, politico britannico († 1818)
- 1735 - Cristiana di Meclemburgo-Strelitz, nobile tedesco († 1794)
- 1740 - Nicola Spedalieri, filosofo e presbitero italiano († 1795)
- 1742 - Nicolas Leblanc, chimico e medico francese († 1806)
- 1744 - Cristiano Augusto di Waldeck e Pyrmont, generale († 1798)
- 1750 - Pierre-Henri de Valenciennes, pittore francese († 1819)
- 1751 - Pascal François Joseph Gossellin, numismatico, geografo e storico francese († 1830)
- 1752 - Andrea Uberto Fournet, presbitero francese († 1834)
- 1757 - David Baird, I baronetto, generale, politico e nobile scozzese († 1829)
- 1767 - Gabriel Deshayes, presbitero francese († 1841)
- 1772 - Giuseppe Barbaroux, avvocato italiano († 1843)
- 1772 - Henry Francis Cary, letterato e traduttore inglese († 1844)
- 1775 - Nicolas Isouard, compositore francese († 1818)
- 1778 - Joseph Louis Gay-Lussac, fisico e chimico francese († 1850)
- 1783 - Auguste Caristie, architetto francese († 1862)
- 1784 - James Owen, politico statunitense († 1865)
- 1790 - Jean Baptiste Philibert Vaillant, generale francese († 1872)
- 1792 - Guglielmo II dei Paesi Bassi, re († 1849)
- 1793 - Niccolò Lami, giurista italiano († 1863)
- 1794 - Luigi Lablache, basso italiano († 1858)
- 1796 - Joseph W. Jackson, politico statunitense († 1854)
- 1797 - Jakob Wilhelm Huber, pittore tedesco († 1871)
- 1798 - Niccolò Matas, architetto italiano († 1872)
- 1800 - Charles Boyle, visconte Dungarvan, ufficiale irlandese († 1834)

## XIX secolo(190)
- 1801 - Ernest le Pelley († 1849)
- 1802 - Paul Émile Botta, archeologo e storico italiano († 1870)
- 1802 - Angelo Brofferio, poeta, politico e drammaturgo italiano († 1866)
- 1802 - Francesco Chiapusso, politico italiano († 1865)
- 1803 - Susanna Moodie, scrittrice britannica († 1885)
- 1803 - Maria Giuseppa Amalia di Sassonia, regina († 1829)
- 1804 - Wilhelmine Schröder-Devrient, soprano tedesco († 1860)
- 1806 - Pasquale Altavilla, attore teatrale e drammaturgo italiano († 1875)
- 1806 - Antonio Colla, astronomo e meteorologo italiano († 1857)
- 1806 - Gilbert Duprez, tenore e compositore francese († 1896)
- 1810 - Victor-Auguste-Isidore Dechamps, cardinale, arcivescovo cattolico e giornalista belga († 1883)
- 1810 - Robert Napier, I barone Napier di Magdala, militare inglese († 1890)
- 1811 - Justus Carl Hasskarl, botanico e esploratore tedesco († 1894)
- 1812 - H. L. Bateman, attore teatrale e direttore teatrale statunitense († 1875)
- 1812 - Louis-Nicolas Cabat, pittore e incisore francese († 1893)
- 1812 - Gennaro Simini, patriota e medico italiano († 1880)
- 1812 - Gustave Vaëz, librettista, drammaturgo e traduttore belga († 1862)
- 1813 - Romualdo Belloli, pittore e incisore italiano († 1890)
- 1813 - Giuseppe Maria Bravi, vescovo cattolico italiano († 1860)
- 1813 - Balthazar De Polhes, generale francese († 1904)
- 1814 - Gaetano Bettoni, politico e magistrato italiano († 1892)
- 1815 - Carlo Bossoli, pittore e scenografo svizzero († 1884)
- 1815 - Mauro Conconi, pittore italiano († 1860)
- 1816 - Carlo Morelli, politico e medico italiano († 1879)
- 1818 - Aleksandr Sergeevič Stroganov, ufficiale e politico russo († 1864)
- 1820 - Alessandrina di Baden, principessa tedesca († 1904)
- 1822 - Augusto Conti, filosofo italiano († 1905)
- 1823 - Johannes Henricus Brand, politico († 1888)
- 1823 - Max Müller, filosofo, filologo e storico delle religioni tedesco († 1900)
- 1824 - Emmanuel Frémiet, scultore francese († 1910)
- 1824 - Gaetano Sacchi, militare e patriota italiano († 1886)
- 1826 - Charles-Amable de la Tour d'Auvergne Lauraguais, arcivescovo cattolico francese († 1879)
- 1826 - Maria Tomásia Figueira Lima, attivista brasiliana († 1902)
- 1826 - Matteo Ricci, politico italiano († 1896)
- 1827 - Karl Frenzel, scrittore tedesco († 1914)
- 1827 - Nicola Panciera di Zoppola, politico italiano († 1907)
- 1829 - Eugène Chatelain, operaio, poeta e giornalista francese († 1902)
- 1830 - George Graham Vest, politico e avvocato statunitense († 1904)
- 1833 - Alexandre-Eugène Bouët, militare francese († 1887)
- 1833 - Barbara Marchisio, contralto italiano († 1919)
- 1834 - Nicola Falconi, magistrato e politico italiano († 1916)
- 1834 - Hermann Senator, medico tedesco († 1911)
- 1835 - Rudolph Fittig, chimico tedesco († 1910)
- 1835 - Germano V, arcivescovo ortodosso greco († 1920)
- 1836 - Alphonse Nicolas Lonclas, operaio francese
- 1840 - Nicolás Levalle, generale e politico italiano († 1902)
- 1840 - Achille Mapelli, patriota, avvocato e politico italiano († 1894)
- 1841 - Jean-Frédéric Bazille, pittore francese († 1870)
- 1841 - George Gossip, scacchista statunitense († 1907)
- 1841 - Donato Lovreglio, flautista e compositore italiano († 1907)
- 1844 - Peter Dangl, alpinista austriaca († 1908)
- 1844 - Petko Vojvoda, rivoluzionario e patriota bulgaro († 1900)
- 1847 - Bernardino Caldaioli, vescovo cattolico italiano († 1907)
- 1848 - Johann Palisa, astronomo austriaco († 1925)
- 1849 - August von Mackensen, generale tedesco († 1945)
- 1849 - Charles Spalding Thomas, politico statunitense († 1934)
- 1850 - Attilio Luzzatto, giornalista e politico italiano († 1900)
- 1851 - Gioacchino Bastogi, imprenditore e politico italiano († 1919)
- 1851 - Carlo Cornaggia Medici Castiglioni, nobile e politico italiano († 1935)
- 1855 - Carlo Bugatti, ebanista, designer e politico italiano († 1940)
- 1855 - Magnus von Eberhardt, generale tedesco († 1939)
- 1856 - Louise Catherine Breslau, pittrice tedesca († 1927)
- 1856 - François Flameng, pittore e incisore francese († 1923)
- 1857 - Adalbert Matkowsky, attore tedesco († 1909)
- 1858 - Minerva Josephine Chapman, pittrice statunitense († 1947)
- 1862 - Nick Ross, calciatore scozzese († 1894)
- 1863 - Charles Martin Hall, ingegnere e inventore statunitense († 1914)
- 1863 - Laura Henderson, produttrice teatrale inglese († 1944)
- 1863 - Giuseppe Marchesano, politico e avvocato italiano († 1951)
- 1864 - Alberico Albricci, generale e politico italiano († 1936)
- 1864 - William S. Hart, attore e regista statunitense († 1946)
- 1864 - Nicodim Munteanu, arcivescovo ortodosso rumeno († 1948)
- 1865 - Harry Lonsdale, attore inglese († 1923)
- 1867 - Karl Bitter, scultore austriaco († 1915)
- 1867 - Otto Busse, medico e patologo tedesco († 1922)
- 1867 - Gilbert Dobbs, compositore di scacchi statunitense († 1941)
- 1867 - Augusto Leopoldo di Sassonia-Coburgo-Koháry, nobile brasiliano († 1922)
- 1868 - Lisandro de la Torre, politico e avvocato argentino († 1939)
- 1869 - Mathieu Cordang, ciclista su strada e pistard olandese († 1942)
- 1869 - Rudolf Herzog, scrittore tedesco († 1943)
- 1869 - Kid Lavigne, pugile statunitense († 1928)
- 1869 - Gerrit Smith Miller, zoologo e botanico statunitense († 1956)
- 1869 - Otto Nordenskjöld, geologo, geografo e esploratore svedese († 1928)
- 1869 - Alessandro Vivenza, agronomo italiano († 1937)
- 1870 - John Anderson, archeologo britannico († 1952)
- 1870 - Gaston Cailleux, velista francese († 1946)
- 1870 - Cora Williams, attrice statunitense († 1927)
- 1871 - Michel Borisowski, ciclista su strada e pistard belga († 1930)
- 1871 - Saverio Fragapane, architetto italiano († 1957)
- 1871 - Archibald Montgomery-Massingberd, militare e nobile britannico († 1947)
- 1872 - Pietro Egidi, storico italiano († 1929)
- 1872 - Lucia Fairchild Fuller, pittrice statunitense († 1924)
- 1872 - Sandy Turnbull, giocatore di lacrosse canadese († 1956)
- 1873 - Percy Francis Blake, scacchista e compositore di scacchi britannico († 1936)
- 1873 - Hans Larwin, pittore austriaco († 1938)
- 1874 - Lucien Démanet, ginnasta francese († 1943)
- 1874 - Matthew Ridley, II visconte Ridley, nobile e politico inglese († 1916)
- 1875 - Albert Bond Lambert, golfista e aviatore statunitense († 1946)
- 1875 - Vincenzo Lodigiani, imprenditore e ingegnere italiano († 1942)
- 1875 - Evelyn Underhill, scrittrice inglese († 1941)
- 1877 - Paul Bonatz, architetto tedesco († 1956)
- 1877 - Dina Galli, attrice italiana († 1951)
- 1877 - Casper Holstein, mafioso statunitense († 1944)
- 1877 - Marcel Lévesque, attore francese († 1962)
- 1878 - Elvia Carrillo Puerto, attivista e politica messicana († 1967)
- 1878 - Samuel Alexander Kinnier Wilson, neurologo britannico († 1937)
- 1879 - Frederick Hird, tiratore a segno statunitense († 1952)
- 1879 - Rogelio Yrurtia, scultore argentino († 1950)
- 1880 - Pierre Boutroux, matematico e storico della scienza francese († 1922)
- 1880 - Christian Deubler, ginnasta e multiplista tedesco († 1963)
- 1881 - Helen Aitchison, tennista britannica († 1947)
- 1881 - Angiolo Vannetti, scultore italiano († 1962)
- 1881 - Piet Jan Willekens, missionario e vescovo cattolico olandese († 1971)
- 1882 - Francesco Antolisei, giurista italiano († 1967)
- 1883 - Pola Gauguin, pittore, critico d'arte e biografo norvegese († 1961)
- 1883 - Roger Lapham, politico statunitense († 1966)
- 1883 - Max Linder, attore, regista e sceneggiatore francese († 1925)
- 1883 - Luigi Nicoletti, presbitero, politico e giornalista italiano († 1958)
- 1885 - Ettore Corbelli, calciatore italiano († 1970)
- 1885 - E. Mason Hopper, regista, attore e sceneggiatore statunitense († 1967)
- 1885 - Francesco Rossi, generale italiano († 1976)
- 1885 - Birger Sjöberg, poeta e giornalista svedese († 1929)
- 1886 - Nevile Bland, diplomatico inglese († 1972)
- 1886 - Guido Brignone, regista, sceneggiatore e attore italiano († 1959)
- 1887 - Martin Eugen Ekström, militare e politico svedese († 1954)
- 1887 - Lynn Fontanne, attrice britannica († 1983)
- 1887 - Joseph Lamb, compositore statunitense († 1960)
- 1887 - Gyula Rumbold, calciatore ungherese († 1959)
- 1887 - Augusto Ugolini, generale e militare italiano († 1977)
- 1887 - Heinrich von Vietinghoff, generale tedesco († 1952)
- 1888 - Will Hay, attore, comico e regista britannico († 1949)
- 1888 - Sven Landberg, ginnasta svedese († 1962)
- 1888 - Raffaele Pelligra, generale italiano († 1971)
- 1888 - Árpád Szakasits, politico e esperantista ungherese († 1965)
- 1888 - Wilhelm Trautmann, calciatore tedesco († 1969)
- 1889 - Celia Adler, attrice statunitense († 1979)
- 1889 - Ed Brady, attore statunitense († 1942)
- 1889 - Stefano Bricarelli, fotografo, giornalista e editore italiano († 1989)
- 1889 - Austin Lane Poole, storico britannico († 1963)
- 1890 - André Birabeau, commediografo e scrittore francese († 1974)
- 1890 - Dion Fortune, psicologa, scrittrice e esoterista britannica († 1946)
- 1890 - Yoshio Nishina, fisico giapponese († 1951)
- 1890 - Gaston Van Laere, pallanuotista francese
- 1890 - Carl Jules Weyl, scenografo statunitense († 1948)
- 1890 - Heinrich Zimmer, storico delle religioni e orientalista tedesco († 1943)
- 1891 - Pietro Bellora, politico e imprenditore italiano († 1959)
- 1891 - Peter Carpenter, aviatore britannico († 1971)
- 1891 - Masatomi Kimura, ammiraglio giapponese († 1960)
- 1891 - Italo Lunelli, patriota, politico e alpinista italiano († 1960)
- 1891 - Guglielmo Malatesta, pistard italiano († 1920)
- 1891 - Bill Peacock, pallanuotista britannico († 1948)
- 1891 - Gotthard Sachsenberg, aviatore e militare tedesco († 1961)
- 1892 - Lina Carstens, attrice e doppiatrice tedesca († 1978)
- 1892 - Eligio Giacopini, militare italiano († 1940)
- 1892 - George Mountbatten, nobile inglese († 1938)
- 1892 - Osbert Sitwell, scrittore britannico († 1969)
- 1893 - Sylvia Townsend Warner, scrittrice e poetessa inglese († 1978)
- 1893 - Millard Webb, regista, sceneggiatore e attore statunitense († 1935)
- 1894 - Alfred DeGaetano, montatore statunitense († 1958)
- 1894 - Søren Petersen, pugile danese († 1945)
- 1894 - Tadeusz Romer, politico e diplomatico polacco († 1978)
- 1895 - Nicolò Carandini, politico e imprenditore italiano († 1972)
- 1895 - Bayard Taylor Horton, medico statunitense († 1980)
- 1895 - J. D. Unwin, antropologo e etnologo inglese († 1936)
- 1895 - George Webber, mezzofondista britannico († 1950)
- 1896 - Ira Gershwin, librettista e paroliere statunitense († 1983)
- 1896 - Marcel Pauker, politico rumeno († 1938)
- 1896 - George Trafton, giocatore di football americano e pugile statunitense († 1971)
- 1897 - Nicolò Bonessa, militare italiano († 1941)
- 1897 - Erik Burman, hockeista su ghiaccio svedese († 1985)
- 1897 - Ernst-Felix Krüder, militare tedesco († 1941)
- 1897 - František Malkovský, aviatore e militare cecoslovacco († 1930)
- 1898 - Kārlis Ašmanis, calciatore lettone († 1962)
- 1898 - Aldo Buttini, scultore italiano († 1957)
- 1898 - Ettore Cattaneo, aviatore e dentista italiano († 1972)
- 1898 - Alfred Eisenstaedt, fotografo e fotoreporter tedesco († 1995)
- 1898 - Gunnar Myrdal, economista e politico svedese († 1987)
- 1898 - Herman Shumlin, regista statunitense († 1979)
- 1899 - Nikolaj Petrovič Batalov, attore russo († 1937)
- 1899 - Carlo Balić, religioso, teologo e francescano croato († 1977)
- 1899 - Jocko Conlan, giocatore di baseball e arbitro di baseball statunitense († 1989)
- 1899 - Giuseppe Imbò, geofisico, sismologo e vulcanologo italiano († 1980)
- 1899 - Sam Newfield, regista statunitense († 1964)
- 1899 - Naum Isaakovič Ėjtingon, agente segreto e militare sovietico († 1981)
- 1900 - Germán Arciniegas, giornalista e storico colombiano († 1999)
- 1900 - Adolf Flubacher, calciatore svizzero († 1995)
- 1900 - Agnes Moorehead, attrice statunitense († 1974)
- 1900 - Franz Schütz, calciatore tedesco († 1955)
- 1900 - George Eugene Uhlenbeck, fisico olandese († 1988)
- 1900 - Anton Ukmar, politico e partigiano italiano († 1978)

## XX secolo(811)
- 1901 - Ippolito Nievo Albertelli, violoncellista italiano († 1938)
- 1901 - Giovanni Bernasconi, progettista italiano († 1965)
- 1901 - Otello Gaddi, militare italiano († 1978)
- 1901 - Georgij Maksimilianovič Malenkov, politico sovietico († 1988)
- 1901 - Ernest Victor Tweedy, arcivescovo cattolico australiano († 1965)
- 1902 - Giovanni Colombo, cardinale e arcivescovo cattolico italiano († 1992)
- 1902 - Janice Loeb, direttrice della fotografia, regista e sceneggiatrice statunitense († 1996)
- 1902 - Virgilio Mortari, compositore e direttore artistico italiano († 1993)
- 1902 - Saverio Ragno, schermidore italiano († 1969)
- 1902 - Nikolaj Ivanovič Tarasov, ballerino russo († 1975)
- 1902 - Leo Tover, direttore della fotografia statunitense († 1964)
- 1903 - Carlo Belli, giornalista, scrittore e critico d'arte italiano († 1991)
- 1903 - Gajto Gazdanov, scrittore russo († 1971)
- 1903 - Sherman Kent, storico statunitense († 1986)
- 1903 - Tony Lazzeri, giocatore di baseball statunitense († 1946)
- 1903 - Kathryn McGuire, ballerina e attrice statunitense († 1978)
- 1904 - Ève Curie, scrittrice, pianista e diplomatica francese († 2007)
- 1904 - Berardo Frisoni, calciatore italiano († 1976)
- 1904 - Elissa Landi, attrice e scrittrice austriaca († 1948)
- 1905 - Lando Civilini, fotografo e fotoreporter italiano († 1968)
- 1905 - Piero Sacerdoti, dirigente d'azienda italiano († 1966)
- 1905 - Max Schwabe, politico statunitense († 1983)
- 1905 - Boris Izrailevič Volček, regista sovietico († 1974)
- 1906 - Jakov Aleksandrovič Malik, diplomatico e politico sovietico († 1980)
- 1906 - Marian Spychalski, architetto, generale e politico polacco († 1980)
- 1907 - Virgilio Bellone, musicista e religioso italiano († 1981)
- 1907 - Giovanni Ferrari, calciatore e allenatore di calcio italiano († 1982)
- 1907 - Luigi Tito, pittore italiano († 1991)
- 1908 - Petronella Burgerhof, ginnasta olandese († 1991)
- 1908 - Baby Face Nelson, criminale statunitense († 1934)
- 1908 - Pierre Graber, politico svizzero († 2003)
- 1908 - Rina Morelli, attrice e doppiatrice italiana († 1976)
- 1908 - Angiolo Procissi, matematico italiano († 1987)
- 1908 - Herman Rapp, calciatore tedesco († 1986)
- 1908 - Miklós Szabó, mezzofondista ungherese († 2000)
- 1910 - Tullio Crali, pittore italiano († 2000)
- 1910 - Giuseppe Franchino, politico italiano († 1991)
- 1910 - Alessandro Frugoni, militare italiano († 1943)
- 1910 - Saul Greco, architetto italiano († 1971)
- 1910 - David Morris Potter, storico statunitense († 1971)
- 1911 - Aleksander Gabszewicz, militare e aviatore polacco († 1983)
- 1911 - Charles King, pistard britannico († 2001)
- 1911 - William Raymond Philipson, botanico, esploratore e ornitologo neozelandese († 1997)
- 1911 - Bernardo Rogora, ciclista su strada e ciclocrossista italiano († 1970)
- 1911 - Ernst Tiburzy, militare tedesco († 2004)
- 1911 - Ennio Vaini, calciatore italiano
- 1911 - Zheng Junli, regista e attore cinese († 1969)
- 1912 - Frank Lewis, lottatore statunitense († 1998)
- 1912 - Tauno Mäki, tiratore a segno finlandese († 1983)
- 1913 - Nikolaj Michajlovič Amosov, cardiochirurgo e politico sovietico († 2002)
- 1913 - Araceli Gilbert, pittrice ecuadoriana († 1993)
- 1913 - Eleanor Holm, nuotatrice e attrice statunitense († 2004)
- 1913 - John Mikaelsson, marciatore svedese († 1987)
- 1913 - Wardell Pomeroy, sessuologo statunitense († 2001)
- 1913 - Giusellino Verna, militare e aviatore italiano († 1941)
- 1914 - Mamo Clark, attrice statunitense († 1986)
- 1914 - Hank Evans, cestista statunitense († 2000)
- 1914 - Giuseppe Ostromann, allenatore di calcio e calciatore italiano († 1988)
- 1914 - Faustino Zugno, politico e funzionario italiano († 1975)
- 1915 - Adolfo Bogoncelli, imprenditore e dirigente sportivo italiano († 1989)
- 1915 - Marino Puccini, calciatore italiano († 2000)
- 1915 - Suvarte Soedarmadji, calciatore indonesiano († 1970)
- 1916 - Ekaterina Budanova, aviatrice sovietica († 1943)
- 1916 - Kristján Eldjárn, politico islandese († 1982)
- 1916 - Stephen Grammauta, mafioso statunitense († 2016)
- 1916 - Owen Horwood, politico sudafricano († 1998)
- 1916 - John Leslie, IV baronetto, nobile e militare irlandese († 2016)
- 1916 - Judson Pratt, attore statunitense († 2002)
- 1917 - Waldemar von Gazen, militare tedesco († 2014)
- 1917 - Kamal Jumblatt, politico libanese († 1977)
- 1918 - Jules Coulon, cestista belga
- 1918 - Angelo La Bella, politico e partigiano italiano († 2005)
- 1919 - Jimmy Bivins, pugile statunitense († 2012)
- 1919 - Clyde Cowan, fisico statunitense († 1974)
- 1919 - Gideon Klein, pianista e compositore cecoslovacco († 1945)
- 1919 - Paul de Man, giornalista, filosofo e critico letterario belga († 1983)
- 1919 - Virginio Mezzanzanica, partigiano italiano († 2010)
- 1919 - Leonard Williams, imprenditore britannico († 2007)
- 1920 - Ferruccio Bortoluzzi, artista italiano († 2007)
- 1920 - Dave Brubeck, pianista e compositore statunitense († 2012)
- 1920 - Dominic Salvatore Gentile, militare e aviatore statunitense († 1951)
- 1920 - Michael Kasha, chimico statunitense († 2013)
- 1920 - Mauro Masi, pittore italiano († 2011)
- 1920 - Dino Origlia, psicologo italiano († 2012)
- 1920 - George Porter, chimico britannico († 2002)
- 1921 - George Beurling, militare canadese († 1948)
- 1921 - Marcel Callo, beato francese († 1945)
- 1921 - Luis Cuenca, attore spagnolo († 2004)
- 1921 - Otto Graham, giocatore di football americano e cestista statunitense († 2003)
- 1921 - Ralph Johnson, cestista e allenatore di pallacanestro statunitense († 2005)
- 1921 - Orlando Lucchi, politico italiano († 1995)
- 1921 - Nobuo Matsunaga, calciatore giapponese († 2007)
- 1921 - Doyle Parrack, cestista e allenatore di pallacanestro statunitense († 2008)
- 1921 - Piero Piccioni, pianista, direttore d'orchestra e compositore italiano († 2004)
- 1922 - Romano Apollonio, alpinista e pattinatore di velocità su ghiaccio italiano († 1945)
- 1922 - Enrico Bonino, poeta e scrittore italiano († 2005)
- 1922 - Ben Gilman, politico statunitense († 2016)
- 1922 - Martino Padovan, bobbista italiano
- 1922 - Guy Thys, allenatore di calcio e calciatore belga († 2003)
- 1923 - Nicola Arigliano, cantante e attore italiano († 2010)
- 1923 - Savka Dabčević-Kučar, politica croata († 2009)
- 1923 - Livio Gennari, calciatore e allenatore di calcio italiano († 2002)
- 1924 - James Alderton, calciatore inglese († 1998)
- 1924 - Wally Cox, attore statunitense († 1973)
- 1924 - Susanna Foster, attrice statunitense († 2009)
- 1924 - William Jones, canottiere uruguaiano († 2014)
- 1924 - Meinrad Miltenberger, canoista tedesco († 1993)
- 1924 - Lauro Mumar, cestista e allenatore di pallacanestro filippino († 1990)
- 1924 - George Olesen, fumettista statunitense († 2013)
- 1924 - George Pinker, ginecologo britannico († 2007)
- 1924 - Kōji Tsuruta, attore e cantante giapponese († 1987)
- 1924 - Patrick Waltz, attore statunitense († 1972)
- 1925 - Yeso Amalfi, calciatore brasiliano († 2014)
- 1925 - Maurilio Borello, operaio italiano († 2016)
- 1925 - Shigeko Higashikuni, principessa giapponese († 1961)
- 1925 - Geraldo Lapenda, linguista e filosofo brasiliano († 2004)
- 1926 - Cass Ballenger, politico statunitense († 2015)
- 1926 - Rifat Chadirji, architetto iracheno († 2020)
- 1926 - Sergio Corbucci, regista e sceneggiatore italiano († 1990)
- 1926 - Elio Crovetto, attore italiano († 2000)
- 1926 - Angus Maddison, economista britannico († 2010)
- 1926 - Andy Robustelli, giocatore di football americano statunitense († 2011)
- 1927 - Enzo Demattè, scrittore, saggista e poeta italiano († 2014)
- 1927 - Tone Ferenc, partigiano e storico sloveno († 2003)
- 1927 - Jaime Fernández, attore messicano († 2005)
- 1927 - Jim Fuchs, pesista e discobolo statunitense († 2010)
- 1927 - Norman Macleod, scacchista e compositore di scacchi scozzese († 1991)
- 1927 - Patsy Mink, politica e avvocato statunitense († 2002)
- 1927 - Baldassarre Molossi, giornalista e scrittore italiano († 2003)
- 1927 - Vladimir Naumovič Naumov, regista sovietico († 2021)
- 1927 - Pierre Pfeffer, zoologo francese († 2016)
- 1927 - Tore Svensson, calciatore svedese († 2002)
- 1927 - Byron Zappas, compositore di scacchi greco († 2008)
- 1928 - Bert Achong, patologo trinidadiano († 1996)
- 1928 - Nesbitt Blaisdell, attore statunitense († 2024)
- 1928 - Stanley Clinton Davis, politico britannico († 2023)
- 1928 - Lance Fuller, attore statunitense († 2001)
- 1928 - Gunnar Hellström, attore, regista e sceneggiatore svedese († 2001)
- 1928 - Jan Hendriks, attore e doppiatore tedesco († 1991)
- 1928 - Petros Papavassiliou, pittore greco († 2014)
- 1928 - Roberto Pregadio, pianista e paroliere italiano († 2010)
- 1928 - Bobby Van, attore e ballerino statunitense († 1980)
- 1929 - Philippe Bouvard, giornalista, conduttore televisivo e scrittore francese
- 1929 - Nikolaus Harnoncourt, direttore d'orchestra, violoncellista e gambista austriaco († 2016)
- 1929 - Alain Tanner, regista svizzero († 2022)
- 1929 - Giorgio Visintin, partigiano e antifascista italiano († 2014)
- 1930 - Carmelo Cedrún, allenatore di calcio e ex calciatore spagnolo
- 1930 - Mic Delinx, fumettista francese († 2002)
- 1930 - Rolf Hoppe, attore tedesco († 2018)
- 1930 - André Lerond, calciatore francese († 2018)
- 1930 - Manlio Maradei, giornalista e scrittore italiano († 2024)
- 1930 - Gastone Perin, ex calciatore italiano
- 1930 - Carlo Reali, attore e doppiatore italiano
- 1930 - Wojciech Zabłocki, schermidore polacco († 2020)
- 1931 - Mario Agnes, giornalista italiano († 2018)
- 1931 - Fred Brown, calciatore inglese († 2013)
- 1931 - Giuseppe Caroli, politico italiano
- 1931 - Annita Mechelli, scultrice, pittrice e poetessa italiana
- 1931 - Zeki Müren, cantante, compositore e attore turco († 1996)
- 1932 - John Curro, violinista, violista e direttore d'orchestra australiano († 2019)
- 1932 - Genrich Fedosov, calciatore sovietico († 2005)
- 1932 - Jacques Ferrière, attore e doppiatore francese († 2005)
- 1932 - Brita Lindberg, ex cestista finlandese
- 1932 - Adrian Monger, canottiere australiano († 2016)
- 1932 - Declan Mulholland, attore britannico († 1999)
- 1932 - Gaetano Scala, ex pentatleta e attore italiano
- 1932 - Mirosława Zakrzewska, pallavolista, cestista e pallamanista polacca († 1985)
- 1933 - Henryk Górecki, compositore polacco († 2010)
- 1933 - Achille Enoc Mariano, politico italiano
- 1933 - Boris Nachamkin, cestista statunitense († 2018)
- 1933 - Joe Shishido, attore giapponese († 2020)
- 1933 - Carlo Sini, filosofo italiano
- 1933 - Jiří Tichý, calciatore cecoslovacco († 2016)
- 1934 - Nick Bockwinkel, wrestler e attore statunitense († 2015)
- 1934 - Max Onorari, musicista e pianista italiano
- 1934 - Jimmy Smith, cestista e attivista statunitense († 2002)
- 1935 - Domenico Acanfora, giocatore di biliardo italiano († 2020)
- 1935 - Miklós Boháty, cestista ungherese († 1983)
- 1935 - Enrico Dalfino, politico italiano († 1994)
- 1935 - Manfred Ebert, calciatore tedesco († 2003)
- 1935 - Nicola Gravina, ex calciatore brasiliano
- 1935 - Héctor Hernández García, allenatore di calcio e calciatore messicano († 1984)
- 1935 - Romolo Parodi, pallanuotista e allenatore di pallanuoto italiano († 2025)
- 1935 - Nicoletta Persi, ex cestista italiana
- 1935 - Kyllikki Saari, finlandese († 1953)
- 1935 - Wang Hongwen, politico cinese († 1992)
- 1936 - Romano Bracalini, scrittore e giornalista italiano
- 1936 - Isacio Calleja, calciatore spagnolo († 2019)
- 1936 - Robert Getchell, sceneggiatore statunitense († 2017)
- 1936 - Noemi Gifuni, doppiatrice e direttrice del doppiaggio italiana
- 1936 - Heinz Hergert, ex calciatore tedesco orientale
- 1936 - David Ossman, attore statunitense
- 1936 - Reinhold Senn, slittinista austriaco († 2023)
- 1936 - Vladimir Vapnik, matematico e statistico sovietico
- 1937 - Bahram Afzali, militare iraniano († 1984)
- 1937 - Gherardo Gnoli, storico delle religioni italiano († 2012)
- 1937 - Ivan Ivančić, pesista e allenatore di atletica leggera jugoslavo († 2014)
- 1937 - Franco Manescalchi, poeta, saggista e giornalista italiano († 2023)
- 1937 - Alberto Spencer, calciatore ecuadoriano († 2006)
- 1938 - Alberto Baeza, ex calciatore messicano
- 1938 - Patrick Bauchau, attore belga
- 1938 - Oxana Yablonskaya, pianista russa
- 1939 - Steve Alaimo, cantante statunitense († 2024)
- 1939 - Klaus Balkenhol, cavaliere tedesco
- 1939 - Franco Carraro, dirigente sportivo, politico e ex sciatore nautico italiano
- 1939 - Ron Crawford, pallanuotista e allenatore di pallanuoto statunitense († 2015)
- 1939 - Satsvarupa dasa Goswami, mistico statunitense
- 1939 - Avraham Kalmi, calciatore israeliano († 2014)
- 1939 - Nicolás Nieri, calciatore peruviano († 2017)
- 1939 - Alessandra Riccio, ispanista, saggista e traduttrice italiana († 2023)
- 1939 - Giorgio Rumignani, allenatore di calcio e ex calciatore italiano
- 1939 - Tomáš Svoboda, compositore e pianista cecoslovacco († 2022)
- 1940 - Ivano Bertini, chimico italiano († 2012)
- 1940 - Richard Edlund, effettista statunitense
- 1940 - Elena Kafalieva, cestista bulgara († 2023)
- 1940 - Romano Luperini, critico letterario, scrittore e politico italiano
- 1940 - Pier Giuseppe Murgia, regista, sceneggiatore e scrittore italiano
- 1941 - Klemens Großimlinghaus, ciclista su strada e pistard tedesco († 1991)
- 1941 - Heinz Gstrein, orientalista e teologo austriaco († 2023)
- 1941 - Bertrand Halperin, fisico statunitense
- 1941 - Bruce Nauman, fotografo, incisore e scultore statunitense
- 1941 - John Nelson, direttore d'orchestra statunitense († 2025)
- 1941 - Ray Perkins, giocatore di football americano e allenatore di football americano statunitense († 2020)
- 1941 - Leon Russom, attore statunitense
- 1941 - Richard Speck, assassino statunitense († 1991)
- 1941 - Bill Thomas, politico statunitense
- 1942 - Raimondo Cagiano de Azevedo, statistico e economista italiano († 2025)
- 1942 - Paul De Rolf, attore e ballerino statunitense († 2017)
- 1942 - Gianni Farè, compositore, paroliere e cantautore italiano († 2020)
- 1942 - Peter Handke, scrittore, drammaturgo e saggista austriaco
- 1942 - Mike Hessel, ex slittinista statunitense
- 1942 - Rubén Marcos, calciatore cileno († 2006)
- 1942 - Roberto Ranzani, dirigente sportivo e calciatore italiano († 2016)
- 1942 - Herbjørg Wassmo, scrittrice norvegese
- 1943 - Giancarlo Lehner, giornalista, scrittore e storico italiano
- 1943 - Miguel Lunghi, pediatra e politico argentino
- 1943 - Ingrid Löfdahl, ex tennista svedese
- 1943 - Alberto Rossi, politico italiano
- 1943 - Mike Smith, musicista e produttore discografico britannico († 2008)
- 1944 - Marcello Barberio, politico e scrittore italiano
- 1944 - Kit Culkin, attore teatrale statunitense
- 1944 - Willie Hutch, cantante, chitarrista e compositore statunitense († 2005)
- 1944 - Jonathan King, cantautore, produttore discografico e imprenditore britannico
- 1944 - Arnon Milchan, produttore cinematografico israeliano
- 1944 - Juan Norat, calciatore spagnolo († 2021)
- 1945 - Tommy Callaghan, calciatore scozzese († 2024)
- 1945 - Dan Harrington, giocatore di poker e scrittore statunitense
- 1945 - Kees van Ierssel, ex calciatore olandese
- 1945 - Shekhar Kapur, regista, attore e produttore cinematografico indiano
- 1945 - Ray LaHood, politico statunitense
- 1945 - James Naughton, attore statunitense
- 1945 - Yorgo Voyagis, attore greco
- 1945 - Rafał Wojaczek, poeta e scrittore polacco († 1971)
- 1946 - Frankie Beverly, cantante, musicista e compositore statunitense († 2024)
- 1946 - Daniel Boyarin, storico delle religioni statunitense
- 1946 - Nancy Brinker, filantropa, diplomatica e imprenditrice statunitense
- 1946 - Franco Fortunato, pittore e incisore italiano
- 1946 - Salif Keïta, calciatore maliano († 2023)
- 1946 - Willy van der Kuijlen, calciatore olandese († 2021)
- 1946 - Emilio Santiago, cantante brasiliano († 2013)
- 1946 - Miklós Szalay, ex calciatore ungherese
- 1947 - Josip Joška Broz, politico serbo († 2025)
- 1947 - Francisco Chimoio, arcivescovo cattolico mozambicano
- 1947 - Lupita Ferrer, attrice venezuelana
- 1947 - Geoffrey Hinton, psicologo e informatico britannico
- 1947 - Gjergji Lala, attore e regista teatrale albanese
- 1947 - Miroslav Vitouš, bassista e contrabbassista ceco
- 1948 - Linda Creed, paroliera, cantante e compositrice statunitense († 1986)
- 1948 - Marius Müller-Westernhagen, cantante e attore tedesco
- 1948 - Don Nickles, politico statunitense
- 1948 - Keke Rosberg, ex pilota automobilistico finlandese
- 1948 - Yoshihide Suga, politico giapponese
- 1948 - JoBeth Williams, attrice, regista e produttrice cinematografica statunitense
- 1949 - Giorgio Barbana, calciatore italiano († 2015)
- 1949 - Paolo Berlusconi, imprenditore, editore e dirigente sportivo italiano
- 1949 - Gianfranco Giardi, ex tiratore a segno sammarinese
- 1949 - Ruperto Herrera, ex cestista cubano
- 1949 - Gaetano Rizzuto, giornalista italiano
- 1949 - Rodrigues Neto, allenatore di calcio e calciatore brasiliano († 2019)
- 1950 - Franco Bieler, ex sciatore alpino italiano
- 1950 - Nicolò Cristaldi, politico e artista italiano
- 1950 - Guy Drut, politico e ex ostacolista francese
- 1950 - Thom Barry, attore statunitense
- 1950 - Joe Hisaishi, compositore, pianista e regista giapponese
- 1950 - Chris Hodgetts, pilota automobilistico britannico
- 1950 - Christina Lindberg, attrice, giornalista e modella svedese
- 1950 - Kyoji Nagatani, scultore giapponese
- 1950 - Laura Olivetti, psicologa e filantropa italiana († 2015)
- 1950 - Daniel Sahuleka, cantautore indonesiano
- 1950 - Andrei Sârbu, pittore rumeno († 2000)
- 1951 - Pialuisa Bianco, giornalista e saggista italiana
- 1951 - Wendy Ellis Somes, ex ballerina e produttrice teatrale britannica
- 1951 - Gerry Francis, ex calciatore e allenatore di calcio inglese
- 1951 - Maurice Hope, ex pugile britannico
- 1951 - Michael Lynch, genetista statunitense
- 1951 - Gramoz Ruçi, politico albanese
- 1952 - Edward Etzel, ex tiratore a segno statunitense
- 1952 - Christian Kulik, ex calciatore tedesco
- 1952 - Charles Salvador, criminale e scrittore britannico
- 1953 - Gina Hecht, attrice statunitense
- 1953 - Tom Hulce, attore e produttore teatrale statunitense
- 1953 - Masami Kurumada, fumettista giapponese
- 1953 - Giovanni Perissinotto, dirigente d'azienda italiano
- 1953 - Francisco Rubio, allenatore di calcio e ex calciatore francese
- 1953 - Dwight Stones, ex altista e commentatore televisivo statunitense
- 1954 - Nicola De Maria, artista e pittore italiano
- 1954 - Giorgio Ferrara, ex calciatore italiano
- 1954 - Beat Furrer, compositore e direttore d'orchestra austriaco
- 1954 - Richard Lewis, ex tennista britannico
- 1954 - Andrej Minenkov, ex danzatore su ghiaccio russo
- 1954 - Viktor Sokol, allenatore di calcio e ex calciatore sovietico
- 1954 - Jean-Pierre Wintenberger, matematico francese († 2019)
- 1954 - Janusz Wojciechowski, politico e giurista polacco
- 1955 - Aires Ali, politico mozambicano
- 1955 - Rick Buckler, musicista britannico († 2025)
- 1955 - Eduardo Luís, allenatore di calcio e ex calciatore portoghese
- 1955 - Timothy Glass, ex schermidore statunitense
- 1955 - Washington González, ex calciatore uruguaiano
- 1955 - Ali Rabiei, politico iraniano
- 1955 - Bright Sheng, compositore cinese
- 1955 - Edward Tudor-Pole, cantante e attore britannico
- 1955 - Tony Woodcock, imprenditore, dirigente sportivo e allenatore di calcio inglese
- 1955 - Steven Wright, comico e attore statunitense
- 1956 - Peter Buck, chitarrista statunitense
- 1956 - Arthur Golden, scrittore e saggista statunitense
- 1956 - Brad Holland, ex cestista e allenatore di pallacanestro statunitense
- 1956 - Hans Kammerlander, alpinista e esploratore italiano
- 1956 - Fabio Martini, giornalista e saggista italiano
- 1956 - Randy Rhoads, chitarrista e compositore statunitense († 1982)
- 1956 - Keith Warner, regista teatrale e direttore artistico inglese
- 1957 - José Luis Azuaje Ayala, arcivescovo cattolico venezuelano
- 1957 - Andrew Cuomo, politico e giurista statunitense
- 1957 - Greg Deane, ex cestista statunitense
- 1957 - Luis Delís, ex discobolo e pesista cubano
- 1957 - Maria Cecilia Guerra, economista e politica italiana
- 1957 - Bill Hanzlik, ex cestista e allenatore di pallacanestro statunitense
- 1957 - Dario Sanguin, ex calciatore italiano
- 1957 - Nando Sanvito, giornalista italiano
- 1957 - Tommaso Sodano, politico italiano
- 1957 - Arabella Weir, comica, attrice e scrittrice britannica
- 1957 - Petr Zajaroš, ex calciatore cecoslovacco
- 1958 - Kamel Bou Ali, ex pugile tunisino
- 1958 - Nick Park, animatore, fumettista e produttore cinematografico britannico
- 1958 - Jan Račinskij, programmatore, storico e attivista russo
- 1959 - Jantoman, tastierista e organista italiano
- 1959 - Elena Biggi Parodi, musicologa e critico musicale italiana
- 1959 - Satoru Iwata, autore di videogiochi e imprenditore giapponese († 2015)
- 1959 - Franco Limardi, scrittore italiano
- 1959 - Anders Ohlsson, ex calciatore svedese
- 1959 - Francesco Petretti, biologo, ornitologo e divulgatore scientifico italiano
- 1959 - Luciano Augusto Teoton Almeida, ex arbitro di calcio brasiliano
- 1960 - Roberto Bernabò, giornalista italiano
- 1960 - Ralf Lindermann, attore tedesco
- 1960 - Jasmina Perazić, ex cestista e allenatrice di pallacanestro jugoslava
- 1960 - Lindsay Scott, ex giocatore di football americano statunitense
- 1960 - Toke Talagi, politico niueano († 2020)
- 1960 - Diederik Wissels, musicista olandese
- 1961 - Antonio Calloni, attore, scrittore e poeta brasiliano
- 1961 - Toni Conceição, allenatore di calcio e ex calciatore portoghese
- 1961 - Walter Guillén Soto, vescovo cattolico honduregno
- 1961 - Bobby Lee Hurt, ex cestista statunitense
- 1961 - David Lovering, batterista statunitense
- 1961 - Fabrizio Lucchesi, dirigente sportivo italiano
- 1961 - Jonathan Melvoin, musicista statunitense († 1996)
- 1961 - Philippe Muyters, politico belga
- 1961 - Manuel Reuter, pilota automobilistico tedesco
- 1961 - Gabriella Vergari, scrittrice italiana
- 1962 - Marcus Vinícius Freire, ex pallavolista brasiliano
- 1962 - Janine Turner, attrice e ex modella statunitense
- 1962 - Dariusz Goździak, ex pentatleta polacco
- 1962 - Khadidjatou Hane, scrittrice senegalese
- 1962 - Carlo Emilio Lerici, regista teatrale, attore e traduttore italiano
- 1962 - Marco Martinelli, politico italiano († 2023)
- 1962 - Angelo Orlando, sceneggiatore, regista e attore italiano
- 1962 - Colin Salmon, attore britannico
- 1962 - Francesco Scalia, politico italiano
- 1963 - Macairog S. Alberto, generale filippino
- 1963 - Debbie Armstrong, ex sciatrice alpina statunitense
- 1963 - Antonella Clerici, conduttrice televisiva italiana
- 1963 - Carolyn Darbyshire, giocatrice di curling canadese
- 1963 - Emanuela Del Re, politica italiana
- 1963 - Michele Fusco, vescovo cattolico italiano
- 1963 - Jens Hultén, attore svedese
- 1963 - Christian Lüscher, politico e avvocato svizzero
- 1963 - Sergio Rivero Kuhn, calciatore boliviano († 2024)
- 1963 - Ulrich Thomsen, attore danese
- 1963 - Pavel Vrba, allenatore di calcio e ex calciatore ceco
- 1963 - Antonio Zamberletti, fumettista e scrittore italiano
- 1964 - Giulio Base, regista, sceneggiatore e attore italiano
- 1964 - Martin Bell, ex sciatore alpino britannico
- 1964 - Jeff Blando, chitarrista statunitense
- 1964 - Marat Ganeev, ex pistard e ciclista su strada russo
- 1964 - Loris Giazzon, poliziotto italiano († 1993)
- 1964 - Sylvie Goulard, politica, funzionaria e saggista francese
- 1964 - Giorgio Jannone, dirigente d'azienda, politico e banchiere italiano
- 1964 - Goran Milojević, allenatore di calcio e ex calciatore serbo
- 1964 - Meli'sa Morgan, cantautrice statunitense
- 1964 - Heroll Salihi, ex calciatore albanese
- 1964 - Garth Stein, scrittore e produttore cinematografico statunitense
- 1965 - Žanna Agalakova, giornalista russa
- 1965 - Gordon Durie, allenatore di calcio e ex calciatore scozzese
- 1965 - Marko Gruškovnjak, ex calciatore sloveno
- 1965 - Paul Jenkins, fumettista inglese
- 1965 - Uwe Lulis, chitarrista e produttore discografico tedesco
- 1965 - Philippe Morenvillier, politico francese
- 1965 - Nicola Rignanese, attore italiano
- 1965 - Davey Rimmer, bassista britannico
- 1965 - Monica Samassa, attrice italiana († 2016)
- 1965 - Luisa Seghezzi, ex ciclista su strada italiana
- 1965 - Mike Windischmann, ex calciatore e ex giocatore di calcio a 5 statunitense
- 1966 - Miguel Arroyo, ciclista su strada messicano († 2020)
- 1966 - Natascha Badmann, triatleta svizzera
- 1966 - Tenor Saw, cantautore giamaicano († 1988)
- 1966 - Marcelo Cabo, allenatore di calcio brasiliano
- 1966 - Wayne Englestad, ex cestista statunitense
- 1966 - Andreas Petridīs, ex calciatore cipriota
- 1967 - Judd Apatow, sceneggiatore, regista e comico statunitense
- 1967 - Ian Bogie, allenatore di calcio e ex calciatore inglese
- 1967 - Giacomo Ferrari, allenatore di calcio e ex calciatore italiano
- 1967 - Arnaldo Mesa, pugile cubano († 2012)
- 1967 - Jack Owen, chitarrista statunitense
- 1967 - Germano Pierdomenico, dirigente sportivo e ex ciclista su strada italiano
- 1967 - Lucia Rijker, pugile, kickboxer e attrice olandese
- 1967 - Marko Simeunovič, ex calciatore sloveno
- 1968 - Sadır Japarov, politico kirghiso
- 1968 - Justin Chadwick, regista e attore britannico
- 1968 - Alvi Justinussen, ex calciatore faroese
- 1968 - Karl Ove Knausgård, scrittore norvegese
- 1968 - Olaf Lubaszenko, attore, regista e doppiatore polacco
- 1968 - Anton Giulio Mancino, scrittore e critico cinematografico italiano
- 1968 - Oliver Masucci, attore tedesco
- 1968 - Eugenia Rycraw, ex cestista statunitense
- 1968 - Hiromi Suzuki, ex maratoneta e mezzofondista giapponese
- 1969 - Christophe Agnolutto, ex ciclista su strada francese
- 1969 - Robert deMaine, violoncellista statunitense
- 1969 - Steve Felton, batterista e regista statunitense
- 1969 - Asier Garitano, allenatore di calcio e ex calciatore spagnolo
- 1969 - Irene Grandi, cantautrice italiana
- 1969 - Jörg Heinrich, allenatore di calcio, dirigente sportivo e ex calciatore tedesco
- 1969 - Torri Higginson, attrice canadese
- 1969 - Kerstin Kielgass, ex nuotatrice tedesca
- 1969 - Oskaras Koršunovas, regista teatrale lituano
- 1969 - Michal Petrouš, allenatore di calcio e ex calciatore ceco
- 1969 - Andrea Salinas, politica statunitense
- 1969 - Quinn Smith, attore statunitense
- 1969 - Elmore Spencer, ex cestista statunitense
- 1969 - Slaviša Stojanovič, allenatore di calcio e ex calciatore sloveno
- 1970 - Roland Böer, direttore d'orchestra tedesco
- 1970 - Dan Callahan, ex cestista statunitense
- 1970 - Valentino Corvino, musicista, direttore d'orchestra e compositore italiano
- 1970 - Ulf Ekberg, tastierista e cantante svedese
- 1970 - Adrian Fenty, politico statunitense
- 1970 - Joumana Haddad, poetessa, giornalista e attivista libanese
- 1970 - Amineh Kakabaveh, politica svedese
- 1970 - Rowena King, attrice britannica
- 1970 - Vladislav Nosenko, ex calciatore azero
- 1970 - Nikos Panagiōtou, allenatore di calcio e ex calciatore cipriota
- 1970 - Francisco Veza Fragoso, ex calciatore spagnolo
- 1970 - Siby Mathew Peedikayil, vescovo cattolico e missionario indiano
- 1970 - Michaela Schaffrath, attrice e ex attrice pornografica tedesca
- 1971 - Nicola Aldrovandi, ex rugbista a 15 e allenatore di rugby a 15 italiano
- 1971 - Anne Marie Almedal, cantante norvegese
- 1971 - Craig Brewer, regista e sceneggiatore statunitense
- 1971 - Rika Hiraki, ex tennista giapponese
- 1971 - Odd-Bjørn Hjelmeset, ex fondista norvegese
- 1971 - Richard Krajicek, allenatore di tennis e ex tennista olandese
- 1971 - Matt Maloney, ex cestista statunitense
- 1971 - Javier Omar Martínez, ex calciatore honduregno
- 1971 - Ime Oduok, ex cestista nigeriano
- 1971 - Folco Orselli, cantautore e chitarrista italiano
- 1971 - Emiliano Sciarra, autore di giochi italiano
- 1971 - Alessandro Tarafino, allenatore di pallamano e ex pallamanista italiano
- 1971 - Solomon Walker, bassista statunitense
- 1971 - Ryan White, statunitense († 1990)
- 1971 - Válber, ex calciatore brasiliano
- 1972 - Miguel Acuña, ex cestista messicano
- 1972 - Kevin Brockmeier, scrittore statunitense
- 1972 - Francisco Cabello, allenatore di tennis e ex tennista argentino
- 1972 - Alex Callier, compositore, musicista e produttore discografico belga
- 1972 - Alberto Cirio, politico italiano
- 1972 - Vincent Corazza, attore e doppiatore canadese
- 1972 - Frédéric Fauthoux, ex cestista e allenatore di pallacanestro francese
- 1972 - Joachim Fernandez, calciatore senegalese († 2016)
- 1972 - Ramona Mănescu, politica e avvocato rumena
- 1972 - Cyrille Pouget, ex calciatore francese
- 1972 - Sarah Rafferty, attrice e doppiatrice statunitense
- 1972 - Lisa Rotondi, attrice statunitense
- 1972 - Ondi Timoner, regista e produttrice cinematografica statunitense
- 1973 - Mario Cassi, baritono italiano
- 1973 - Nikos Christodoulidīs, politico e diplomatico cipriota
- 1973 - Samuel Colt, attore pornografico statunitense
- 1973 - François de Rugy, politico francese
- 1973 - Massimiliano Gioni, critico d'arte italiano
- 1973 - Cédric Heitz, allenatore di pallacanestro francese
- 1973 - Slavica Ilić, ex cestista jugoslava
- 1973 - Elliot Levey, attore britannico
- 1973 - Mirko Mazzanti, doppiatore italiano
- 1973 - Petar Miloševski, calciatore macedone († 2014)
- 1973 - Delphine Moriau, doppiatrice e attrice belga
- 1974 - Martin Aldridge, calciatore britannico († 2000)
- 1974 - Stefano Allasia, politico italiano
- 1974 - Stéphane Augé, ex ciclista su strada e dirigente sportivo francese
- 1974 - Chu Seung-gyun, ex cestista e allenatore di pallacanestro sudcoreano
- 1974 - Delphine Combe, ex velocista francese
- 1974 - Jeanine Cummins, scrittrice statunitense
- 1974 - Gabriele Gava, ex arbitro di calcio italiano
- 1974 - Rae Ingram, ex calciatore inglese
- 1974 - Jens Pulver, artista marziale misto statunitense
- 1975 - Andrea Agnelli, imprenditore e dirigente sportivo italiano
- 1975 - Nathan Baggaley, canoista australiano
- 1975 - Einar Braut, ex calciatore norvegese
- 1975 - Lars Burgsmüller, ex tennista tedesco
- 1975 - Mark Campbell, ex giocatore di football americano statunitense
- 1975 - Noel Clarke, attore, regista e sceneggiatore britannico
- 1975 - Adrián García Arias, ex calciatore messicano
- 1975 - Daniele Gasparini, compositore italiano
- 1975 - Ashin, cantante, scrittore e compositore taiwanese
- 1975 - Serhij Koridze, allenatore di calcio a 5, ex giocatore di calcio a 5 e ex calciatore ucraino
- 1975 - Régis Le Bris, allenatore di calcio e ex calciatore francese
- 1975 - Mia Love, politica statunitense († 2025)
- 1975 - Sayaka Ōhara, doppiatrice giapponese
- 1975 - Gonzalo Ortiz, ex cestista panamense
- 1976 - Dmitrij Ajbušev, schermidore russo
- 1976 - Cristian Busato, allenatore di calcio a 5 e ex giocatore di calcio a 5 italiano
- 1976 - Ionel Dănciulescu, allenatore di calcio e ex calciatore rumeno
- 1976 - Dennis Fantina, cantautore, conduttore radiofonico e personaggio televisivo italiano
- 1976 - Mike Green, ex giocatore di football americano statunitense
- 1976 - Alicia Machado, modella e attrice venezuelana
- 1976 - Paolo Meneguzzi, cantante svizzero
- 1976 - José María Núñez Piossek, ex rugbista a 15 e imprenditore argentino
- 1976 - Paola Paggi, ex pallavolista italiana
- 1976 - Marko Pešić, ex cestista e dirigente sportivo serbo
- 1976 - Lindsay Price, attrice statunitense
- 1976 - William John Sullivan, programmatore e hacker statunitense
- 1976 - Paora Winitana, ex cestista neozelandese
- 1977 - Shaun Derry, allenatore di calcio e ex calciatore inglese
- 1977 - Andrew Flintoff, crickettista inglese
- 1977 - Jefferson Hall, attore britannico
- 1977 - Ichikawa Ebizō XI, attore giapponese
- 1977 - Ádám Komlósi, ex calciatore ungherese
- 1977 - Marie-Andrée Lessard, ex giocatrice di beach volley canadese
- 1977 - Jelani McCoy, ex cestista statunitense
- 1977 - Simon McMenemy, allenatore di calcio e ex calciatore scozzese
- 1977 - Paul McVeigh, ex calciatore nordirlandese
- 1977 - Roberto Meloni, cantante e showman italiano
- 1977 - Finlay Mickel, ex sciatore alpino britannico
- 1977 - Paul Smith, ex calciatore inglese
- 1977 - Mariusz Ujek, ex calciatore polacco
- 1977 - Dagmawi Yimer, regista etiope
- 1978 - K.D. Aubert, modella e attrice statunitense
- 1978 - Petar Božić, ex cestista e allenatore di pallacanestro serbo
- 1978 - Arnaud Ducret, attore e sceneggiatore francese
- 1978 - Darrell Jackson, ex giocatore di football americano statunitense
- 1978 - Adriana Moisés Pinto, ex cestista brasiliana
- 1978 - Ramiro Pez, rugbista a 15 argentino
- 1978 - Katalin Pálinger, ex pallamanista ungherese
- 1978 - Iulian Tameș, ex calciatore rumeno
- 1978 - Jack Thorne, drammaturgo e sceneggiatore britannico
- 1979 - Valentina Bonfiglio, ex cestista italiana
- 1979 - Tim Cahill, dirigente sportivo, allenatore di calcio e ex calciatore australiano
- 1979 - Ngandu Kasongo, ex calciatore della Repubblica Democratica del Congo
- 1979 - Toni D'Angelo, regista e sceneggiatore italiano
- 1979 - Josh Eppard, batterista e rapper statunitense
- 1979 - Viorel Frunză, allenatore di calcio e ex calciatore moldavo
- 1979 - Sebastjan Gobec, dirigente sportivo e ex calciatore sloveno
- 1979 - Yanina González, modella paraguaiana
- 1979 - Luke Letlow, politico e informatico statunitense († 2020)
- 1979 - Malá, ex calciatore guineense
- 1979 - Panagiōtīs Pontikos, ex calciatore cipriota
- 1979 - Alesja Turava, ex mezzofondista e siepista bielorussa
- 1979 - Tommy Wirkola, regista e sceneggiatore norvegese
- 1979 - Francisco Yeste, ex calciatore spagnolo
- 1979 - Zeynal Zeynalov, giocatore di calcio a 5 e ex calciatore azero
- 1980 - Kemal Alomerović, ex calciatore macedone
- 1980 - Jeanne Barseghian, politica francese
- 1980 - Julian Brahja, allenatore di calcio e ex calciatore albanese
- 1980 - Cindy Crawford, attrice pornografica e regista statunitense
- 1980 - Luis Julio, cestista venezuelano
- 1980 - Dexter Langen, ex calciatore tedesco
- 1980 - Steve Lovell, ex calciatore inglese
- 1981 - Simone Bagnoli, cestista italiano
- 1981 - Federico Balzaretti, dirigente sportivo e ex calciatore italiano
- 1981 - Lerone Clarke, velocista giamaicano
- 1981 - Rod Fanni, ex calciatore francese
- 1981 - Warren Granados, ex calciatore costaricano
- 1981 - Christian Hemberg, ex calciatore svedese
- 1981 - Badar Juma, ex calciatore omanita
- 1981 - Khaled Lemmouchia, allenatore di calcio e ex calciatore algerino
- 1981 - Ashley Madekwe, attrice e blogger britannica
- 1981 - Brittany Pettersen, politica statunitense
- 1981 - Sophia Santi, ex attrice pornografica canadese
- 1981 - Iciss Tillis, ex cestista statunitense
- 1981 - Antonio Velázquez, attore spagnolo
- 1981 - Zhai Yanpeng, ex calciatore cinese
- 1982 - Alberto Contador, ex ciclista su strada spagnolo
- 1982 - Raed Fares, calciatore palestinese
- 1982 - Robbie Gould, ex giocatore di football americano statunitense
- 1982 - Daniel Rigby, attore e comico britannico
- 1982 - Kivu Ruhorahoza, regista ruandese
- 1982 - Christopher John Thomason, attore e modello statunitense
- 1982 - Susie Wolff, ex pilota automobilistica britannica
- 1982 - Sérgio da Silva Andrade, ex calciatore portoghese
- 1983 - Conny Giordano, politica italiana
- 1983 - Chris Hardwick, speedcuber statunitense
- 1983 - Sergio Hernández, pilota automobilistico spagnolo
- 1983 - Chiara Maci, blogger, cuoca e conduttrice televisiva italiana
- 1983 - Maurício Guterres da Silva, ex giocatore di calcio a 5 brasiliano
- 1983 - Federico Moretti, pallavolista italiano
- 1983 - Tomislav Pavličić, calciatore croato
- 1983 - Jason Reynolds, scrittore e poeta statunitense
- 1983 - Rob Sims, ex giocatore di football americano statunitense
- 1983 - Šime Špralja, ex cestista croato
- 1983 - Ben Teekloh, ex calciatore liberiano
- 1984 - Marco Bubba, kickboxer italiano
- 1984 - Hisayoshi Chono, giocatore di baseball giapponese
- 1984 - Jadder Dantas, ex giocatore di calcio a 5 brasiliano
- 1984 - Kevin Deery, allenatore di calcio e ex calciatore nordirlandese
- 1984 - Sofia Hellqvist, ex modella svedese
- 1984 - Daryl Impey, ex ciclista su strada sudafricano
- 1984 - Leslie Kalai, calciatore papuano
- 1984 - Veldin Muharemović, ex calciatore bosniaco
- 1984 - Davita Prendergast, velocista giamaicana
- 1984 - Sascha Stegemann, arbitro di calcio tedesco
- 1984 - Lucas Walker, cestista australiano
- 1985 - Janier Acevedo, ciclista su strada colombiano
- 1985 - Marvin Ávila, calciatore guatemalteco
- 1985 - Dejan Blaževski, ex calciatore macedone
- 1985 - Shannon Bobbitt, ex cestista statunitense
- 1985 - Shane Canterbury, wrestler statunitense
- 1985 - Dulce María, cantautrice, attrice e ballerina messicana
- 1985 - Chutima Durongdej, modella thailandese
- 1985 - Claudinei Cardoso Félix da Silva, ex calciatore brasiliano
- 1985 - Fellype Gabriel, ex calciatore brasiliano
- 1985 - Aristeidis Grigoriadis, ex nuotatore greco
- 1985 - Max Hilaire, calciatore francese
- 1985 - Adnan Hussain, calciatore emiratino
- 1985 - Ania Karwan, cantante polacca
- 1985 - Max Kasch, attore britannico
- 1985 - Kim Hye-lim, schermitrice sudcoreana
- 1985 - Joanne Love, calciatrice scozzese
- 1985 - Anthony Obert, ex sciatore alpino francese
- 1985 - Killian Overmeire, ex calciatore belga
- 1985 - Petr Trapp, calciatore ceco
- 1985 - Darius Washington, cestista statunitense
- 1986 - Raphael Bessa, ex giocatore di calcio a 5 brasiliano
- 1986 - Rodrigo Bronzatti, ex calciatore brasiliano
- 1986 - Sean Edwards, pilota automobilistico e attore britannico († 2013)
- 1986 - Illarija, cantante ucraina
- 1986 - Gintautas Matulis, cestista lituano
- 1986 - Matt Niskanen, hockeista su ghiaccio statunitense
- 1986 - Aleyce Simmonds, cantautrice australiana
- 1986 - Jan Veleba, velocista ceco
- 1986 - Abd al-Aziz bin Turki Al Sa'ud, principe, imprenditore e filantropo saudita
- 1987 - Nabyla Maan, cantante marocchina
- 1987 - Rachel Atherton, mountain biker britannica
- 1987 - Margot Bingham, attrice e cantante statunitense
- 1987 - Luther Burrell, ex rugbista a 15 e rugbista a 13 britannico
- 1987 - Jack De Sena, attore e doppiatore statunitense
- 1987 - Rustam Gel'manov, arrampicatore russo
- 1987 - Ol'ga Kapranova, ex ginnasta russa
- 1987 - Jack Kennedy, pilota motociclistico irlandese
- 1987 - José María Martín Bejarano-Serrano, ex calciatore spagnolo
- 1987 - Jason Pearce, ex calciatore inglese
- 1987 - Soun Makara, calciatore cambogiano
- 1987 - Gaios Skordilīs, cestista greco
- 1987 - Vanessa Veracruz, attrice pornografica statunitense
- 1987 - Idara Victor, attrice statunitense
- 1988 - Anatoly Bose, ex cestista kazako
- 1988 - Christian Dorda, allenatore di calcio e ex calciatore tedesco
- 1988 - Adam Eaton, giocatore di baseball statunitense
- 1988 - Valentina Gatti, cestista italiana
- 1988 - Jonathan Hogg, calciatore inglese
- 1988 - Johan Kristoffersson, pilota automobilistico e pilota di rally svedese
- 1988 - Les Twins, ballerino, coreografo e modello francese
- 1988 - Nathan Mitchell, attore canadese
- 1988 - Sandra Nurmsalu, cantante e violinista estone
- 1988 - Sabrina Ouazani, attrice francese
- 1988 - Nils Petersen, ex calciatore tedesco
- 1988 - Nobunaga Shimazaki, doppiatore giapponese
- 1988 - Baki Çiftçi, attore turco
- 1989 - Ali Abu Eshrein, calciatore sudanese
- 1989 - Hamad Aman, calciatore kuwaitiano
- 1989 - Rógvi Baldvinsson, ex calciatore faroese
- 1989 - Deshauna Barber, modella statunitense
- 1989 - Cecília Dassi, attrice brasiliana
- 1989 - Chris Givens, giocatore di football americano statunitense
- 1989 - Alexandru Vlad, calciatore rumeno
- 1990 - Axel Augis, ginnasta francese
- 1990 - Rahul Bheke, calciatore indiano
- 1990 - Miguel Buval, ex cestista francese
- 1990 - D.J. Cooper, cestista statunitense
- 1990 - Kento Hayashi, attore giapponese
- 1990 - Jack Hunt, calciatore inglese
- 1990 - Richard Körner, cestista slovacco
- 1990 - Cemal Kütahya, pallamanista turco († 2023)
- 1990 - Tamira Paszek, tennista austriaca
- 1990 - Jake Thomas, giocatore di football americano canadese
- 1990 - Adaílton dos Santos da Silva, calciatore brasiliano
- 1991 - Yasemin Adar, lottatrice turca
- 1991 - Marquis Addison, cestista statunitense
- 1991 - José Ayoví, calciatore ecuadoriano
- 1991 - Rachel Daly, calciatrice inglese
- 1991 - Andréa Fileccia, ex calciatore belga
- 1991 - Stephen Holt, cestista statunitense
- 1991 - Rachel Jarry, cestista australiana
- 1991 - Jeremy Langford, giocatore di football americano statunitense
- 1991 - Milica Mandić, taekwondoka serba
- 1991 - Coco Vandeweghe, ex tennista statunitense
- 1992 - Mustafa Karshoum, calciatore sudanese
- 1992 - Jeppe Andersen, calciatore danese
- 1992 - Viktor Antipin, hockeista su ghiaccio russo
- 1992 - Britt Assombalonga, calciatore congolese (Repubblica Democratica del Congo)
- 1992 - Cameron Beaubier, pilota motociclistico statunitense
- 1992 - Lilian Calmejane, ex ciclista su strada francese
- 1992 - Dominik Glavina, calciatore croato
- 1992 - Iker Guarrotxena, calciatore spagnolo
- 1992 - Holly Jackson, scrittrice britannica
- 1992 - Aleksandar Jovanović, calciatore serbo
- 1992 - Birsent Karagaren, calciatore bulgaro
- 1992 - Johnny Manziel, giocatore di football americano statunitense
- 1992 - Aleksandar Marelja, cestista serbo
- 1992 - Marta Páleníková, ex cestista slovacca
- 1992 - Artem Suchoc'kyj, calciatore ucraino
- 1992 - Oliver Turton, calciatore inglese
- 1992 - Yang Hak-seon, ginnasta sudcoreano
- 1992 - Kamran Şahsuvarlı, pugile azero
- 1993 - Yousef Abu Wazaneh, cestista giordano
- 1993 - Carlos Arévalo López, canoista spagnolo
- 1993 - Michael Birdsong, ex giocatore di football americano statunitense
- 1993 - Santiago Cordero, rugbista a 15 argentino
- 1993 - Zena Edosomwan, cestista statunitense
- 1993 - Andrea Garosio, ex ciclista su strada italiano
- 1993 - Robert' K'obliashvili, lottatore georgiano
- 1993 - Pedro Mendes, calciatore portoghese
- 1993 - Johannes Richter, cestista tedesco
- 1993 - José Romo, calciatore venezuelano
- 1993 - Joel Tagueu, calciatore camerunese
- 1993 - Jean Zimmer, calciatore tedesco
- 1994 - Giannīs Antetokounmpo, cestista greco
- 1994 - Pedro Azogue, calciatore boliviano
- 1994 - Jessica Brando, cantante, pianista e modella italiana
- 1994 - Susanne Celik, tennista svedese
- 1994 - Toquel, rapper albanese
- 1994 - Mohamed Essam, schermidore egiziano
- 1994 - Rhys Healey, calciatore inglese
- 1994 - Juan Hernández García, calciatore spagnolo
- 1994 - Jurij Kušniruk, giavellottista ucraino
- 1994 - Stephen Maar, pallavolista canadese
- 1994 - Antonio Morrison, giocatore di football americano statunitense
- 1994 - Bakary Nimaga, calciatore maliano
- 1994 - Umberto Orsini, ex ciclista su strada italiano
- 1994 - Charlotte Sartre, attrice pornografica e regista statunitense
- 1994 - Shin Seung-chan, giocatrice di badminton sudcoreana
- 1994 - AJ Wentland, giocatore di football americano statunitense
- 1994 - Rudy Winkler, martellista statunitense
- 1995 - Michail Akimenko, altista russo
- 1995 - A Boogie wit da Hoodie, rapper, cantante e cantautore statunitense
- 1995 - Marcin Cebula, calciatore polacco
- 1995 - Tai Verdes, cantautore statunitense
- 1995 - Enrico D'Aniello, canottiere italiano
- 1995 - Clarince Djaldi-Tabdi, cestista francese
- 1995 - Eirin Linnea Engeset, ex sciatrice alpina norvegese
- 1995 - Molly Gordon, attrice statunitense
- 1995 - Ignacio Jeraldino, calciatore cileno
- 1995 - Kokoro Kageura, judoka giapponese
- 1995 - Kiara Leslie, cestista statunitense
- 1995 - Rashed Mohammed, calciatore emiratino
- 1995 - Tega Odele, velocista nigeriano
- 1995 - Luca Presta, pallavolista italiano
- 1995 - Shinnosuke Tokuda, pallamanista giapponese
- 1996 - Davide Calabria, calciatore italiano
- 1996 - Esin Hakaj, calciatore albanese
- 1996 - Yūshi Hasegawa, calciatore giapponese
- 1996 - Than Paing, calciatore birmano
- 1996 - Logan Routt, cestista statunitense
- 1996 - Stefanie Scott, attrice e cantante statunitense
- 1996 - Ann Skelly, attrice irlandese
- 1997 - Além, calciatore angolano
- 1997 - Khaleke Hudson, giocatore di football americano statunitense
- 1997 - Sabrina Ionescu, cestista statunitense
- 1997 - Gregor Kobel, calciatore svizzero
- 1997 - Christian Kouamé, calciatore ivoriano
- 1997 - Dereck Kutesa, calciatore svizzero
- 1997 - Randy Nteka, calciatore francese
- 1997 - Girli, cantante e rapper britannica
- 1997 - Greedy Williams, giocatore di football americano statunitense
- 1997 - Joejuan Williams, giocatore di football americano statunitense
- 1998 - Luis Mario Díaz Espinoza, calciatore costaricano
- 1998 - Joe Fraser, ginnasta britannico
- 1998 - Liset Herrera, pallavolista cubana
- 1998 - Lynna Irby, velocista statunitense
- 1998 - Ella Junnila, altista finlandese
- 1998 - Park Ji-su, cestista sudcoreana
- 1999 - Brynjar Ingi Bjarnason, calciatore islandese
- 1999 - Sebastián Gonzales, calciatore peruviano
- 1999 - Horst Lehr, lottatore tedesco
- 1999 - Lennart Moser, calciatore tedesco
- 1999 - Geraldo Rivera, pallavolista portoricano
- 1999 - Martina Smeraldi, attrice pornografica italiana
- 1999 - Christian Theoharous, calciatore australiano
- 2000 - Marcellas Dial, giocatore di football americano statunitense
- 2000 - Eduardo Figueiredo da Cruz, calciatore brasiliano
- 2000 - Emma Færge, calciatrice danese
- 2000 - Kasper Høgh, calciatore danese
- 2000 - Nicola Sebastiano del Liechtenstein, principe liechtensteinese
- 2000 - José Manuel López, calciatore argentino
- 2000 - Sander Mørk, calciatore norvegese
- 2000 - Anthony Musaba, calciatore olandese
- 2000 - Richie Musaba, calciatore olandese
- 2000 - Thomas Ortega, calciatore argentino
- 2000 - Jurgen Çelhaka, calciatore albanese

## XXI secolo(16)
- 2001 - Elynor Bäckstedt, ciclista su strada e pistard britannica
- 2001 - Maximilian Ladurner, cestista italiano
- 2001 - Vittoria Ostuni Minuzzi, rugbista a 15 italiana
- 2001 - Daniel Rivas, calciatore paraguaiano
- 2001 - Zack Tabudlo, cantante, musicista e produttore discografico filippino
- 2002 - Josh Coburn, calciatore inglese
- 2002 - Junior Colson, giocatore di football americano haitiano
- 2002 - Noah Mneney, calciatore faroese
- 2002 - Tom Sparrow, calciatore gallese
- 2003 - Francesca Bucchieri, cestista italiana
- 2003 - Benjamin Hansson, sciatore alpino svedese
- 2003 - Mathias Løvik, calciatore norvegese
- 2004 - Lala Kramarenko, ginnasta russa
- 2005 - Daria Atamanov, ginnasta israeliana
- 2006 - Samy Merheg, calciatore colombiano
- 2007 - Iva Jovic, tennista statunitense

## Senza anno specificato(2)
- Julietta Suzuki, fumettista giapponese
- Mayumi Yokoyama, fumettista giapponese